# Parafia św. Ambrożego w Newmarket
Parafia św. Ambrożego w Newmarket – parafia rzymskokatolicka, należąca do archidiecezji Brisbane.
Przy parafii funkcjonuje katolicka szkoła podstawowa św. Ambrożego.